# Surpierre
Surpierre is een gemeente in het district Broye van het kanton Fribourg in Zwitserland.

## Geografie
Surpierre ligt in de gelijknamige exclave van kanton Fribourg in kanton Vaud. De buurgemeenten in kanton Fribourg zijn Villeneuve en Cheiry. De oppervlakte van de gemeente bedraagt 2.54 km².
- Hoogste punt: 702 m
- Laagste punt: 557 m

## Bevolking
De gemeente heeft 242 inwoners (2003). De meerderheid in Surpierre is Franstalig (93%, 2000) en Rooms-Katholiek (71%).

## Economie
32% van de werkzame bevolking werkt in de primaire sector (landbouw en veeteelt), 44% in de secundaire sector (industrie), 24% in de tertiaire sector (dienstverlening).

## Geboren
- Paul Thierrin (1923-1993), schrijver, onderwijzer en uitgever